# Next Level Games
Next Level Games（ネクストレベルゲームズ 英: Next Level Games Inc.）は、カナダのブリティッシュコロンビア州バンクーバーにあるゲームソフトウェア開発会社。

## 概要
2002年、元Black Boxのダグラス・トロンスガルドが設立。ほとんどの社員はレイオフされたEAブラックボックスのバンクーバースタジオの社員であった。
以前はXbox 360やPlayStation 3向けにもソフトを開発していたが、2014年1月に任天堂のセカンドパーティーとなり、任天堂向けのソフトのみを開発するようになった。そのため、公式サイトには「任天堂のAAAデベロッパー」と記載されていた。
2021年3月1日、任天堂がNext Level Gamesの株式を全て取得して任天堂の子会社になった。任天堂によると一部のオーナー役員が株式の売却を希望していたという。

## 開発作品
| タイトル                                    | 発売日（日本） | プラットフォーム            | 備考                                                                |
| ------------------------------------------- | -------------- | --------------------------- | ------------------------------------------------------------------- |
| スーパーマリオストライカーズ                | 2006年1月19日  | ニンテンドー ゲームキューブ |                                                                     |
| マリオストライカーズ チャージド             | 2007年9月20日  | Wii                         |                                                                     |
| PUNCH-OUT!!                                 | 2009年7月23日  | Wii                         |                                                                     |
| ルイージマンション2                         | 2013年3月20日  | ニンテンドー3DS             | 任天堂との共同開発。                                                |
| メトロイドプライム フェデレーションフォース | 2016年8月25日  | ニンテンドー3DS             |                                                                     |
| ルイージマンション3                         | 2019年10月31日 | Nintendo Switch             | 単独開発。                                                          |
| マリオストライカーズ バトルリーグ           | 2022年6月10日  | Nintendo Switch             | 無料アップデート（キャラクター等追加）が12月までされた。（計3回）。 |

日本未発売
- スパイダーマン フレンド・オア・フォー（Wii、Xbox 360、PlayStation 2）
- キャプテン・アメリカ スーパーソルジャー（Xbox 360、PlayStation 3）